# Morlanwelz
Morlanwelz (wa. Marlanwè) − miejscowość i gmina w zachodniej Belgii, w Regionie Walońskim, w prowincji Hainaut, w okręgu La Louvière. 1 stycznia 2024 r. liczyła 19 172 mieszkańców.

## Podział administracyjny
W skład gminy wchodzą trzy dzielnice (section):
- Carnières
- Mont-Sainte-Aldegonde
- Morlanwelz-Mariemont

## Współpraca
Miejscowości partnerskie:
- Blaj, Rumunia
- Le Quesnoy, Francja
- Pleszew, Polska
- Villarosa, Włochy